# احمد ایلدیز
احمد ایلدیز (ترکی استانبولی: Ahmed Ildız؛ زادهٔ ۲۹ نوامبر ۱۹۹۶) بازیکن فوتبال اهل اتریش است.
از باشگاه‌هایی که در آن بازی کرده‌است می‌توان به باشگاه فوتبال قاسم‌پاشا اسپور اشاره کرد.
وی همچنین در تیم ملی فوتبال زیر ۲۱ سال ترکیه بازی کرده‌است.